# Roodvoetsigaargalvlieg
De roodvoetsigaargalvlieg (Lipara rufitarsis) is een vliegensoort uit de familie van de halmvliegen (Chloropidae). De wetenschappelijke naam van de soort is voor het eerst geldig gepubliceerd in 1858 door Loew.